# Catagramma rutila
Catagramma rutila är en fjärilsart som beskrevs av Frederick DuCane Godman och Osbert Salvin 1883. Catagramma rutila ingår i släktet Catagramma och familjen praktfjärilar. Inga underarter finns listade i Catalogue of Life.